# 林金結
林金結（1968年7月21日—），中華民國政治人物，中國國民黨籍，生於臺灣宜蘭縣，現任國民黨中常委、新北市議會議員。
2019年4月，國民黨中常會通過第十屆立法委員選舉第三梯次九個選舉區提名案，新北市第十選舉區提名林金結參選2020年立委，對手包括民主進步黨籍現任立委吳琪銘和無黨籍的李縉穎等，其後未能當選。2023年登記參加黨內初選，獲得提名再次挑戰參選立委，仍然落敗於現任立委吳琪銘。

## 政治立場
2016年12月21日，於新北市議會第2屆第4次定期會中，連署林國春議員、王建章議員、劉哲彰議員提案，要求「請新北市政府針對行政院要推動同志到臺灣旅遊擬訂轄內各旅館因應對策，防止AIDS蔓延。」
2017年3月5日，林金結於中國國民黨鶯歌區黨部發表對於同性婚姻看法，表示上帝造了亞當與夏娃，就是一男一女 並說「那我以後死了真的沒人為我捧斗」、「支持同性戀可以不用投給我」等爭議言論
2019年，中國國民黨到外交部為蘇啟誠事件抗議，外交部發言人歐江安表示「這兩次抗議活動名義上雖為陳情，卻未攜帶任何陳情信函，實則利用公家機關場域進行選舉造勢」，並對立委曾銘宗、林德福、陳宜民及市議員徐弘庭、林金結、張斯綱提告。國民黨立法院黨團總召曾銘宗則表示將會對外交部長吳釗燮提告嗣後，台北地檢署認定外交部並非虛構捏造事實，吳釗燮不起訴。曾銘宗、陳宜民分別被依強制、妨害公務罪緩起訴。李明賢、王欣儀、張斯綱、林金結、林德福、徐弘庭等中國國民黨籍民意代表則因罪嫌不足，不起訴。
2023年7月，林金結表態支持郭台銘參選2024年中華民國總統選舉，結果遭到中國國民黨黨內口頭警告。同年12月，林金結表示，市議員林國春日前已經連繫上郭台銘的幕僚，預計元旦過後將出面輔選。對此，郭辦發言人黃士修表示「不知道這個說法從何而來，郭辦沒有回應。」
2024年10月，新北市土城分局清水派出所所長劉宗鑫，執行勤務卻遭衝撞拖行身亡。議員林金結在臉書上發起募款活動，但因捐款地點僅限土城分局和林金結服務處，遭外界質疑。對此林金結表示尊重，土城警分局表示，全力協助所長治喪，尊重外界善意作法。

## 選舉紀錄
| 年度 | 選舉屆數               | 選舉區           | 所屬政黨   | 得票數 | 得票率 | 當選標記 | 備註 |
| ---- | ---------------------- | ---------------- | ---------- | ------ | ------ | -------- | ---- |
| 2014 | 第二屆新北市議員選舉區 | 新北市第七選舉區 | 中國國民黨 | 18,462 | 6.48%  |          |      |
| 2018 | 第三屆新北市議員選舉   | 新北市第七選舉區 | 中國國民黨 | 25,788 | 8.60%  |          |      |
| 2020 | 第十屆立法委員選舉     | 新北市第十選舉區 | 中國國民黨 | 73,686 | 35.60% |          |      |
| 2022 | 第四屆新北市議員選舉   | 新北市第八選舉區 | 中國國民黨 | 29,933 | 11.08% |          |      |
| 2024 | 第十一屆立法委員選舉   | 新北市第十選舉區 | 中國國民黨 | 95,147 | 46.52% |          |      |

## 外部連結
- 林金結的Facebook專頁 （页面存档备份，存于）
- 林金結的Instagram帳戶
- YouTube上的林金結頻道